# Leon Wojciech Opaliński
Leon Wojciech Opaliński herbu Łodzia (ur. 1708 – zm. 24 marca 1775 w Opalenicy) – wojewoda sieradzki w 1766 roku, wojewoda mazowiecki w 1764 roku, marszałek Trybunału Głównego Koronnego w 1755 roku, jeden z przywódców konfederacji barskiej w Wielkopolsce, starosta bolesławski w 1744 roku, ostatni z rodu Opalińskich herbu Łodzia.
Syn Franciszka Antoniego i Anny Proskiej.
Studiował na Akademii Krakowskiej. W 1733 roku podpisał elekcję Stanisława Leszczyńskiego z województwa kaliskiego. Był konsyliarzem i delegatem ziemi wieluńskiej w konfederacji dzikowskiej 1734 roku. Za panowania August III Sasa związał się z rodziną Czartoryskich. Deputat województwa sieradzkiego na Trybunał Główny Koronny w 1755 roku. Był elektorem Stanisława Augusta Poniatowskiego z ziemi czerskiej w 1764 roku. Otrzymał godność wojewody mazowieckiego a następnie sieradzkiego i Order Świętego Stanisława. W 1766 roku został wyznaczony senatorem rezydentem.  Był jednym ze zwolenników konfederacji barskiej w Wielkopolsce, nie ukrywając na tym polu swej aktywności. Po ujawnieniu jego roli trafił na listę wrogów Stanisława Augusta i Rosji. Próba aresztowania go nie powiodła się, gdyż zbiegł na Śląsk. Dowódca wojsk rosyjskich Karl Gustav von Rönne z zemsty obrabował jego dwory i pałace  z cenniejszych przedmiotów oraz splądrował jego majątki i gospodarstwa poddanych. W 1771 roku odznaczony Orderem Orła Białego.
W Wielkopolsce był właścicielem klucza grodzisko-opalenickiego. W 1743 roku poślubił Teresę z Potockich, która wniosła mu w posagu liczne dobra na ziemi wieluńskiej. Zmarł w Opalenicy 24 marca 1775 roku, a pochowany został w podziemiach grodziskiego kościoła klasztornego ojców Bernardynów, ufundowanego przez jego rodzinę.
Nad trumną zmarłego płomienne kazanie wygłosił miejscowy bernardyn Jan Brzozowski.

## Nagrobek
W kościele poklasztornym pw. Najświętszego Imienia Jezus i Niepokalanego Poczęcia NMP w Grodzisku Wielkopolskim znajduje się nagrobek Wojciecha Opalińskiego – jest murowany, w formie ołtarzyka z dekoracją rokokową, pośrodku tablica inskrypcyjna z czerwonego marmuru – nad nią herby  Adbanock i Łodzia z boków na pilastrach katusze z herbami spadkobierców i fundatorów nagrobka, z lewej: nieczytelny, Pogoń, Bylina, Pilawa, Doliwa, Jastrzębiec (2 razy), 
z prawej: nieczytelny, Lis, Prus III, Topór, Ostoja, Rawicz, nieczytelny, u dołu -Jasieńczyk nalężący do gen. Kazimierza Radońskiego. 
Na płycie inskrypcyjnej, złocony napis: " D.O.M. Ultimus de linea Illst. Domus Comitum de Bnin Opaliński Adalbertus Palatinus Sierad. Capitaneus Boleslaviensis, Ordinum Aquilea albae et St. Stanislai episcopi Eques Virtutibus erga Deum et meritis erga Patriam par primis. Anno 1775 die 24 Mensis Martii Aetatis suae anno 67.
Fato inevitabili deletus. Spectator. Pulvis et umbra sumus. Sie transit gloria mundi"..
W tłumaczeniu: – "D.O.M. Ostatni z linii Prześwietnego Domu hr. z Bnina Opaliński Wojciech Wojewoda Sieradzki, Starosta Bolesławski, Orderów Białego Orła i św. Stanisława Biskupa kawaler cnotami względem Boga i zasługami wobec Ojczyzny równo znakomity. Zm. w roku 1775 dnia 24 marca w wieku lat 67.
Przechodniu jesteśmy prochem i cieniem. Tak mija wspaniałość tego świata"..